# Iota Ursae Majoris
Pour les articles homonymes, voir Talitha.
Désignations
ι UMa A : LFT 620, LHS 2084, LTT 12347

Iota Ursae Majoris (ι UMa / ι Ursae Majoris), également nommée Talitha, est une étoile multiple de la constellation de la Grande Ourse. Elle est située à 47,3 années-lumière de la Terre.

## Nomenclature, histoire et mythologie

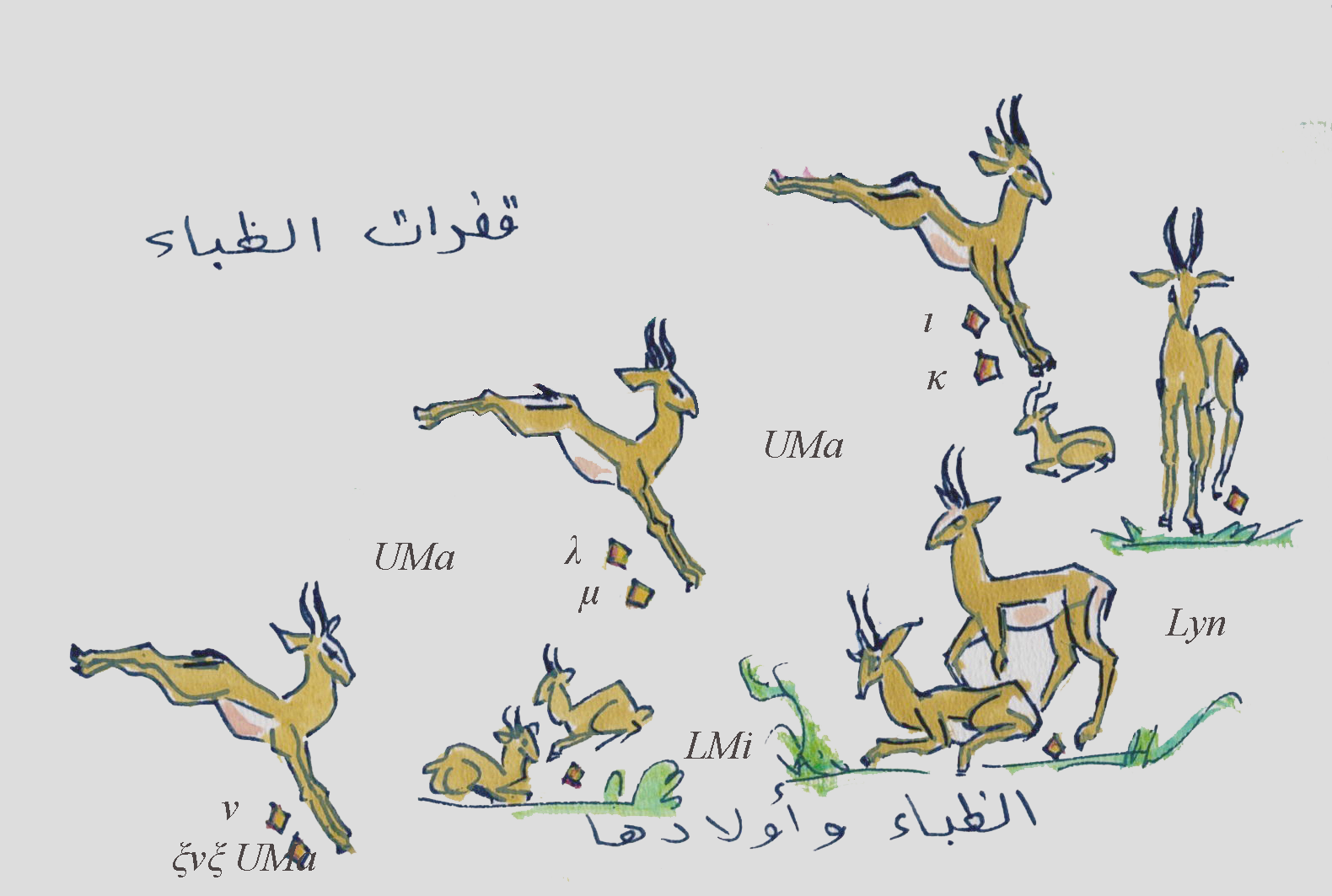
La figure de la série desالظباء قفزات Qafzāt al-Ẓibā’, « les Sauts de Gazelles », dans le ciel arabe traditionnel, tel que la décrit ᶜAbd al-Raḥmān al-Ṣūfī, 964.

ι Ursae Majoris, latinisé Iota Ursae Majoris, est la désignation de Bayer de l'étoile. Elle porte également la désignation de Flamsteed de 9 Ursae Majoris.
Talitha est aujourd’hui le nom approuvé pour ι UMa par l’Union astronomique internationale (UAI). C’est l’arabe ثانية Ṯāliṯa, littéralement « Troisième », troncation du nom الثانية القفزة al-Qafzat al- Ṯāliṯa, « le Troisième Saut », qui en peut se comprendre que si l’on se réfère à la série cène des الظباء قفزات Qafzāt al-Ẓibā’, « les Sauts de Gazelles », dans le ciel arabe traditionnel, tel qu’il est décrit par ᶜAbd al-Raḥmān al-Ṣūfī (964). 
On nomme ainsi, selon lui, les six étoiles situées sur les trois pieds  de l’Ourse touchant le sol : ν et ξ UMa forment al-Ūla, soit « le Premier [Saut] », λ et μ UMa al-Ṯāniyya, « le Second », et ι et κ UMa « le Troisième », ce qui nous mène à ι UMa. Chaque « Saut » ressemble à la trace du pied fendu des gazelles, et, toujours al-Ṣūfī donne à ce propos ce dicton arabe, : 

« Les Gazelles sautèrent lorsque le Lion frappa la terre de sa queue. »

Le nom Talita est relevé pour ι UMa par Richard Hinckley Allen. La série entière peut aussi s’appeler الغزلان قفزات Qafzāt al-Ġizlān’, un autre mot pour « Gazelles »,. ι UMa est donc nommée Talitha Borealis par rapport à κ UMa, nommée Talitha Australis. 
Alphikra [Borealis] est une autre nom attribué à ι UMa. Par interversion des syllabes, قفزة Qafza’, « Saut », devient فقرة Fiqra, « Vertèbre », dans des catalogues tardifs comme dans les زيجِ سلطانی Zīğ-i Sulṭānī ou « Tables sultaniennes » d’Uluġ Bēg (1437),, ce qui est à l’origine de noms de certaines étoiles de cette série, notamment Alphikra (κ UMa) ou El Phekrah. (λ et μ UMa). 
ι UMa a également été nommée Dnoces (« second » à l'envers) par Edward H. White II, un astronaute d'Apollo 1. Le nom fut inventé par son camarade astronaute Gus Grissom en tant que plaisanterie utile.

## Caractéristiques principales
Le système de Iota Ursae Majoris est composé de deux étoiles binaires. Les deux systèmes binaires orbitent l'un autour de l'autre selon une période calculée de 2 084 ans et une excentricité élevée de 0,90. La séparation apparente entre les deux systèmes décroît rapidement à mesure qu'ils parcourent leurs orbites. En 1841, quand la composante B fut découverte, leur séparation était de 10,7 secondes d'arc, soit au moins 156 ua. En 1971, leur séparation s'était réduite à 4,5 secondes d'arc, soit au moins 66 ua. Le système a une forte probabilité d'être dynamiquement instable et pourrait être perturbé sur une échelle de temps d'un ordre de grandeur de 105 ans.
La composante la plus brillante, désignée Iota Ursae Majoris A, est une étoile jaune-blanc de type spectral F0IV-V, ce qui indique que son spectre montre des traits intermédiaires entre une étoile sur la séquence principale et une sous-géante plus évoluée. Sa magnitude apparente est de +3,14. C'est une binaire spectroscopique dont les composantes ont une période orbitale de 4 470 jours (12,2 ans) et une excentricité d'approximativement 0,6. Le compagnon n'a pas été directement observé, mais on pense qu'il pourrait s'agir d'une naine blanche d'une masse de 1,0 ± 0,3 M☉.
L'autre binaire est composée des étoiles de 11e magnitude Iota Ursae Majoris B et Iota Ursae Majoris C. Elles orbitent l'une autour de l'autre sur une période d'approximativement 2 084 ans, et sont séparées par  0,68 seconde d'arc, soit au moins 10 ua. Cette paire pourrait être la source de l'émission de rayons X détectés en provenance du système.